# Talanga exquisitalis
Talanga exquisitalis là một loài bướm đêm trong họ Crambidae.